# Lakócsa
Lakócsa é um município da Hungria, situado no condado de Somogy. Tem 25,32 km² de área e sua população em 2019 foi estimada em 554 habitantes.